# Palestine Police

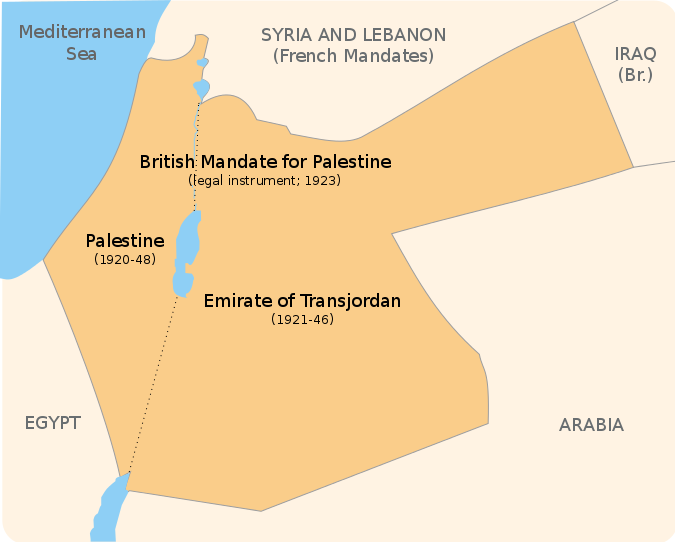
Das Mandatsgebiet Palästina in den Grenzen von 1920 bis 1923 (einschließlich Cis- und Transjordaniens)

Die Palestine Police, auch Palestine Police Force, war die während der britischen Militäradministration und des britischen Völkerbundsmandat für Palästina (1918–1948) zuständige Einheit für Öffentliche Sicherheit. Das Mandatsgebiet Palästina umfasste das heutige Israel und Jordanien, den Gazastreifen und das Westjordanland. 1923 wurde das Emirat Transjordanien abgetrennt und hierfür eine eigene Polizeieinheit, die Trans-Jordan Frontier Force (T.J.F.F.) gegründet.
Neben den normalen Aufgaben einer Polizei war die Palestine Police auch für die Grenzsicherung und für die Sicherung der Gefängnisse zuständig. In den Jahren von 1920 bis 1926 war sie zudem für Zollbelange zuständig.

## Polizeistruktur

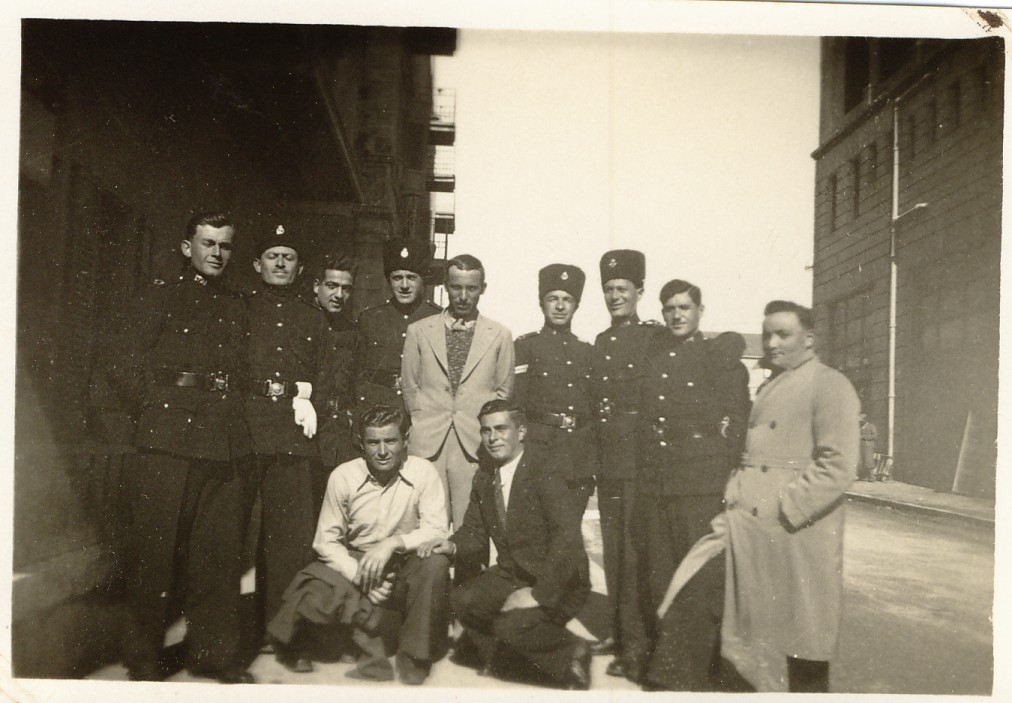
Einheit der Palestine Police in Jerusalem 1936

Neben den normalen Aufgaben der Polizei sollte sie für die Eskortierung und den Schutz der Steuereinnehmer und der behördlichen Geldtransporte sowie die Bekanntmachung der Schreiben der Verwaltung zuständig sein. Mit der Zeit wurden die Aufgaben der Polizei auf weitere Bereiche, wie Grenzsicherung, Terrorbekämpfung etc. ausgebaut.

### Palestine Police
Die eigentliche Palestine Police wurde am 1. Juli 1920 gegründet. Außer den höheren Offizieren, die Briten waren, bestand diese Einheit ausschließlich aus Einwohnern des Landes, wobei man bemüht war, die Bevölkerungsstruktur Palästinas bei der Auswahl der Polizisten zu berücksichtigen.

### Prison Service
Diese Spezialabteilung, die ebenfalls schon 1920 entstand, war für die Bewachung der Gefängnisse und später der Internierungslager zuständig (z. B. Central Prison of Acre). Vor allem die Überwachung der Internierungslager für die jüdischen Flüchtlinge war eine Aufgabe, die den dort eingesetzten Polizisten missfiel. Es kam immer wieder zu bewaffneten Überfällen auf diese Lager, um die dort Internierten zu befreien.

### Palestine Gendarmerie und British Gendarmerie
Die Palestine Gendarmerie wurde am 1. Juli 1921 gegründet und bestand bis zum Jahre 1926. Die Unruhen rund um den Protestzug Wladimir Zeev Jabotinskys des Jahres 1920 zeigten deutlich die Schwächen des Polizeisystems auf. Vor allem die ländlichen Regionen waren für die Polizei nicht zu kontrollieren. So führte die britische Verwaltung eine Sondereinheit des osmanischen Reiches wieder ein – die Gendarmerie. Sie war für Patrouillen auf dem Land und für die Verstärkung der Polizei im Krisenfall zuständig. Der Einheit gehörten nach einem vorgegebenen Schlüssel Personen aller Ethnien in Palästina an.
Die 700 Mann starke British Gendarmerie wurde im Jahre 1922 auf Initiative Winston Churchill gegründet und bestand wie ihr palästinensisches Pendant bis 1926. Die Rekrutierung erfolgte unter ehemaligen Angehörigen der Royal Irish Constabulary. Während die Palestine Gendarmerie zur Sicherung der Grenzen und zur Unterstützung der Außenposten der Polizei eingesetzt wurde, sollte die British Gendarmerie im Landesinnern und den Städten eingesetzt werden. Bis Mitte des Jahres 1923 wurde allerdings fast ein Viertel der 700 Mann wegen Trunkenheit oder Disziplinlosigkeit entlassen. Das zuständige Kolonialministerium suchte von nun an die Rekruten sorgfältiger aus. Aus der ursprünglich rein irischen Einheit wurde nun eine britische.
Teile beider Einheiten wurden in die Palestine Police eingegliedert. Der Rest der Gendarmen bildete von nun an die Trans-Jordan Frontier Force (T.J.F.F.), die nicht der Polizei, sondern der Armee angegliedert war.

### Tel Aviv Municipal Police
Diese von Juden dominierte Polizeieinheit in Tel Aviv, die am 11. Mai 1921 gegründet wurde und bis zum Ende des britischen Mandats bestand, war stets ein Politikum. Als einzige Stadt im Mandatsgebiet erhielt Tel Aviv die Erlaubnis, eine eigene Polizeieinheit aufzustellen. Im Jahre 1932 wurde die Tel Aviv Municipal Police nach Vorwürfen mangelnder Zusammenarbeit vom Jerusalemer Hauptquartier strenger überwacht und auch britische Polizisten nach Tel Aviv verlegt. 1940 beschlagnahmten britische Mandatsbehörden das an einem Verkehrsknoten Tel Avivs gelegene moderne Bürogebäude Beit Hadar und die Palestine Police richtete eine mit Briten besetzte Verbindungs- und Telekommunikationsstelle ein. Das Gebäude an der Fernstraße Jaffa-Nablus diente auch als einer der polizeilichen Etappenposten zur Sicherung dieser Verbindung als sichere Verkehrsachse im Lande.
Der Bau zog so auch direkt Anschläge auf sich, weshalb er 1946 mit umliegenden weiteren beschlagnahmten Gebäuden zu einer gesicherten, stacheldrahtbewehrten militärisch verstärkten Zone (von Einheimischen im Falle Tel Avivs als Metzudat Tel Aviv, d. h. Zitadelle Tel Aviv, bezeichnet) ausgeweitet wurde. Gewaltsame Angriffe durch die illegale Irgun am 23. April 1946 (Ablenkungsmanöver, um aus dem Tegart-Fort in Ramat Gan Waffen zu rauben) und am 8. März 1947 durch LeCh"I konnten, teils mit blutigem Ausgang, abgewehrt werden. Im Zuge ihres schrittweisen Abzugs aus Palästina räumten die Mandatsbehörden die Sicherheitszone Zitadelle Tel Aviv Anfang November 1947 und gaben die einst beschlagnahmten Bauten für die Eigentümer wieder frei.
1946 hatte die Polizeieinheit Tel Aviv ein eigenes Patrouillenboot erhalten, um die Küste Tel Avivs und den Yarkon zu überwachen. Dies deutete die arabische Bevölkerung Palästinas als erneuten Affront von britischer Seite. Am 15. Dezember 1947 zogen sich die Briten ganz aus Tel Aviv zurück und die Tel Aviv Municipal Police wurde unabhängig.

### Palestine Mobile Force
Im Jahre 1944 gegründet, sollte die Palestine Mobile Force reguläre Polizeieinheiten unterstützen, die angegriffen wurden. Letztendlich war sie eine mobile Einheit zur Terrorbekämpfung. Da sie aber auch die Strände Palästinas regelmäßig überwachte und damit die Anlandung jüdischer Einwanderer erschwerte, wurde sie sowohl von der Haganah, als auch anderen jüdischen Gruppen bekämpft. Die Einheit wurde bereits am 5. Juni 1946 wieder aufgelöst.

### Port and Marine Section
Am 1. Juli 1935 gegründet, bestanden ihre Aufgaben in folgenden Dingen:
1. die illegale Einwanderung zu verhindern.
2. den Schmuggel, vor allem von Waffen zu unterbinden.
3. die Fischereirechte zu überwachen.
4. für die Einhaltung der Hafenregeln zu sorgen.
Die ersten beiden Aufgaben machten diese Sondereinheit der Polizei zum verhassten Ziel von Freiheitskämpfern und Terroristen.

## Geschichte

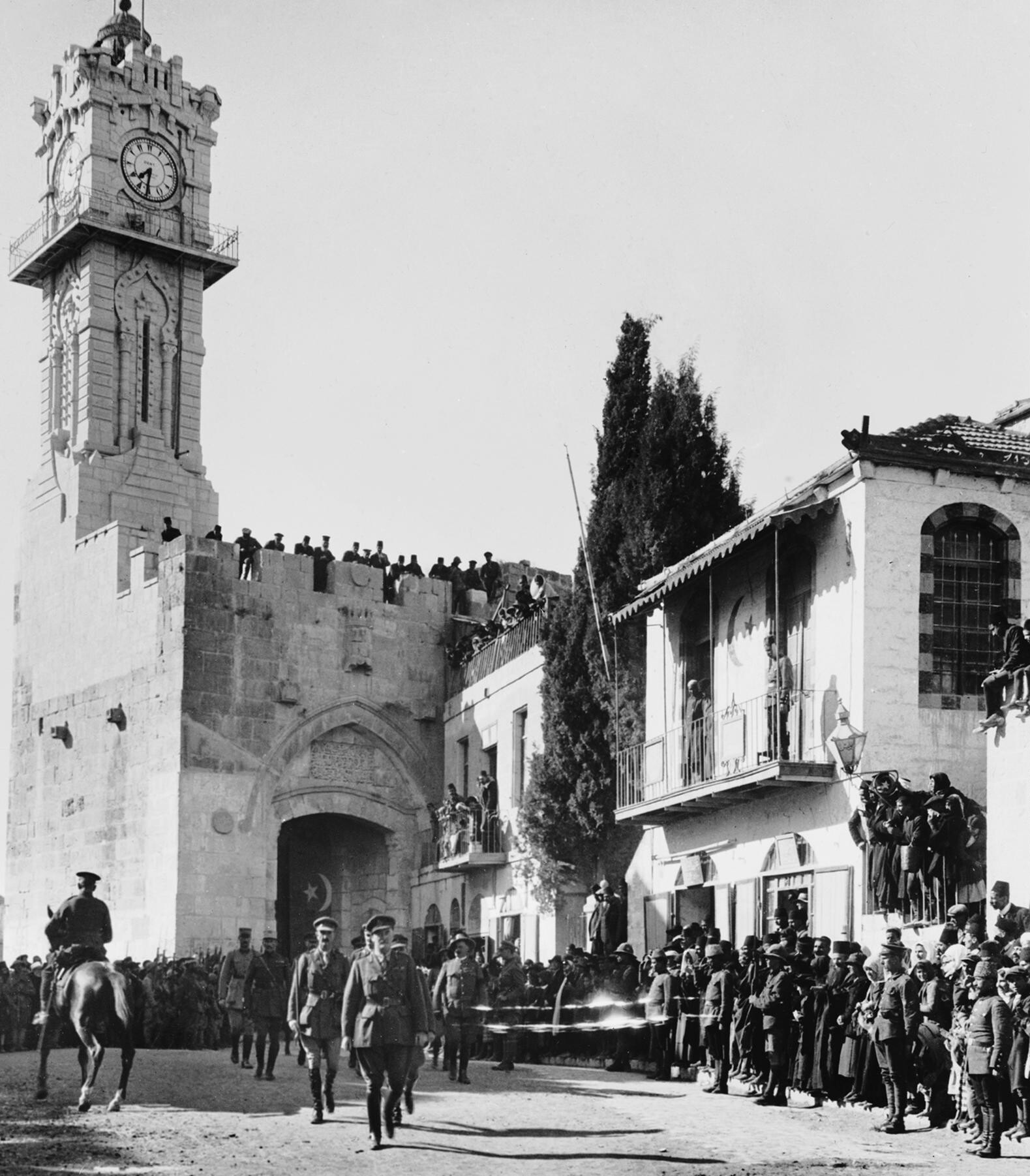
Einzug Allenbys in Jerusalem 1917

### 1918–1920
Zur Zeit der britischen Militäradministration (1918–1920) unter Edmund Allenby bestand die Polizei in Palästina nur aus Einwohnern des Landes, wobei die britische Militärverwaltung auf frühere osmanische Polizisten zurückgriff. Das bisher geltende osmanische Recht blieb in Kraft. Die britische Verwaltung setzte auf Kontinuität. Nur die höheren Polizeioffiziere wurden mit Briten besetzt. Mit der Übergabe der Verwaltung an die zivile Administration am 1. Juli 1920 wurde die Palestine Police offiziell gegründet.
Bereits während der Nabi-Musa-Unruhen im Jahre 1920, musste die Palestine Police ihre erste schwere Krise bewältigen. Einige arabische Polizisten nahmen aktiv an Gewaltaktionen gegen Juden teil, während jüdische Polizisten ihren Posten verließen, um jüdische Einrichtungen zu sichern. Auch wenn es immer wieder zu solchen Dienstverletzungen im Laufe der Jahre kam, und Polizisten Partei ergriffen, muss gesagt werden, dass die aus „Palästinensern“ bestehende Polizei ihre Aufgabe gut erfüllte.

### 1921–1928
Die Zeit nach den Nabi-Musa-Unruhen bis zum Jahr 1926 war von relativer Ruhe geprägt. Zwar lieferten sich einzelne Polizeipatrouillen immer wieder kleinere Gefechte mit Beduinen, die in den Grenzziehungen der Europäer keinen Sinn sahen und weiterhin ihre angestammten Routen benutzten, ansonsten waren diese Jahre aber eher von wirtschaftlichen Problemen gekennzeichnet, die sich auch auf die Arbeit der Polizei niederschlugen. Der spektakulärste Vorfall war sicherlich der drusische Überfall auf den Konvoi des High Commissioners Lord Plumer. Insgesamt gesehen war die Zeit unter Lord Plumer, die ruhigste Periode in der Geschichte des britischen Mandats über Palästina.

### 1928–1929

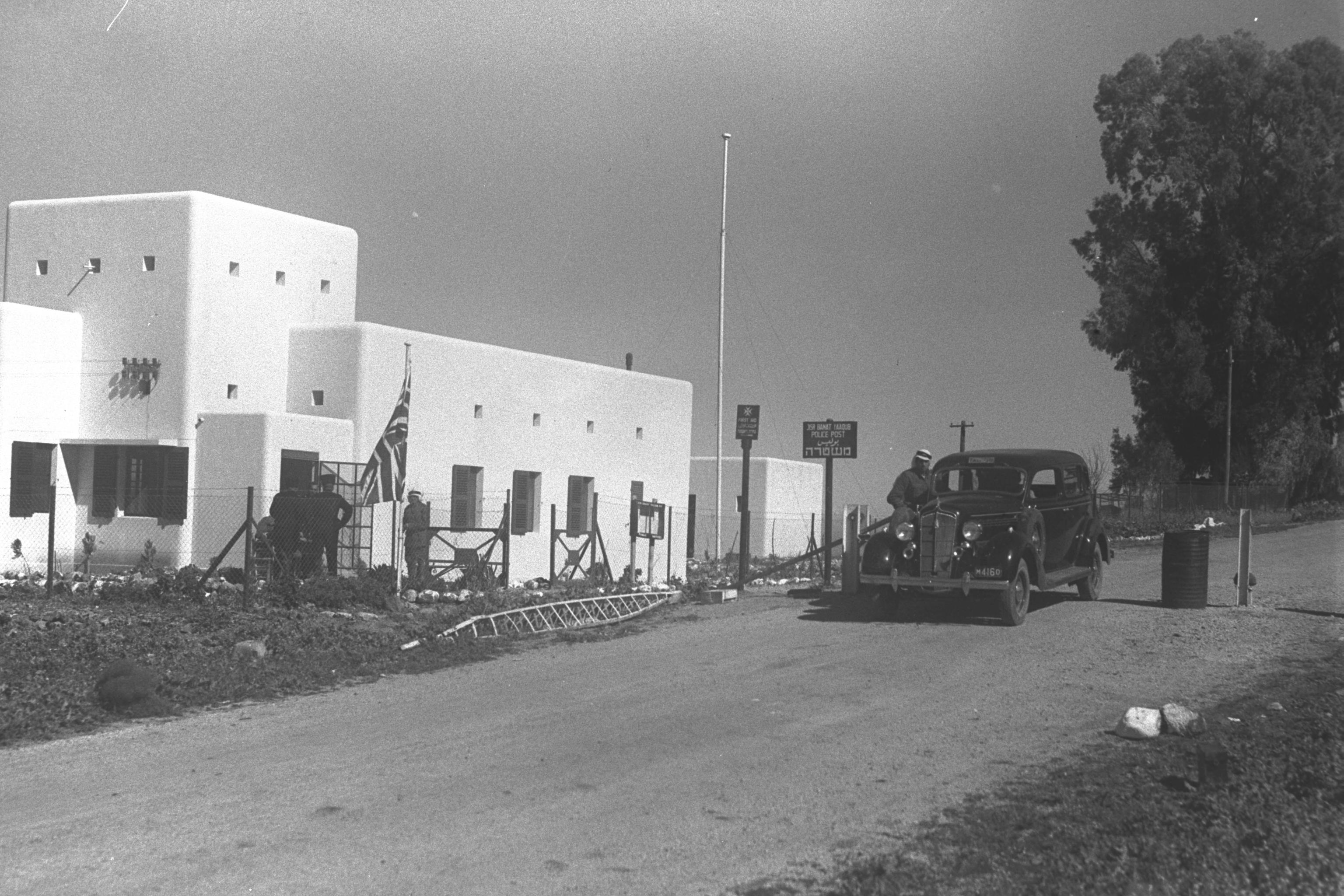
Grenzübergang Jisr Banat Yaʿaqub zu Syrien an der Brücke der Töchter Jakobs über den Jordan, 1937

Plumers Nachfolger John Chancellor war weniger erfolgreich. An der sogenannten Klagemauer installierten die jüdischen Autoritäten im Herbst 1928 einen Sichtschutz, der die Frauen von den Männern trennen sollte. Die Muslime protestierten, weil dieser fest installiert war und dies dem Status quo widersprach. Ein Polizeioffizier ordnete die Entfernung des Sichtschutzes an. Spätere Polizeiuntersuchungen ergaben, dass es sich um eine bewusste Provokation von Seiten des jüdischen Jischuw handelte.
Am 23. August 1929 eskalierte die angespannte Lage, nachdem immer wieder jüdische Gruppen, eine neue Definition des Status quo um den Tempelberg gefordert hatten. Nach dem Freitagsgebet strömten muslimische Gläubige bewaffnet zum Jaffa- und Damaskustor. Die Polizei konnte die Demonstration nur mit Gewalt auflösen. Am 24. August stürmten aufgebrachte Muslime in Hebron das jüdische Viertel, zerstörten Gebäude und griffen Juden an. Von den 750 jüdischen Bewohnern, konnte die Palestine Police 700 retten.

### 1930–1939

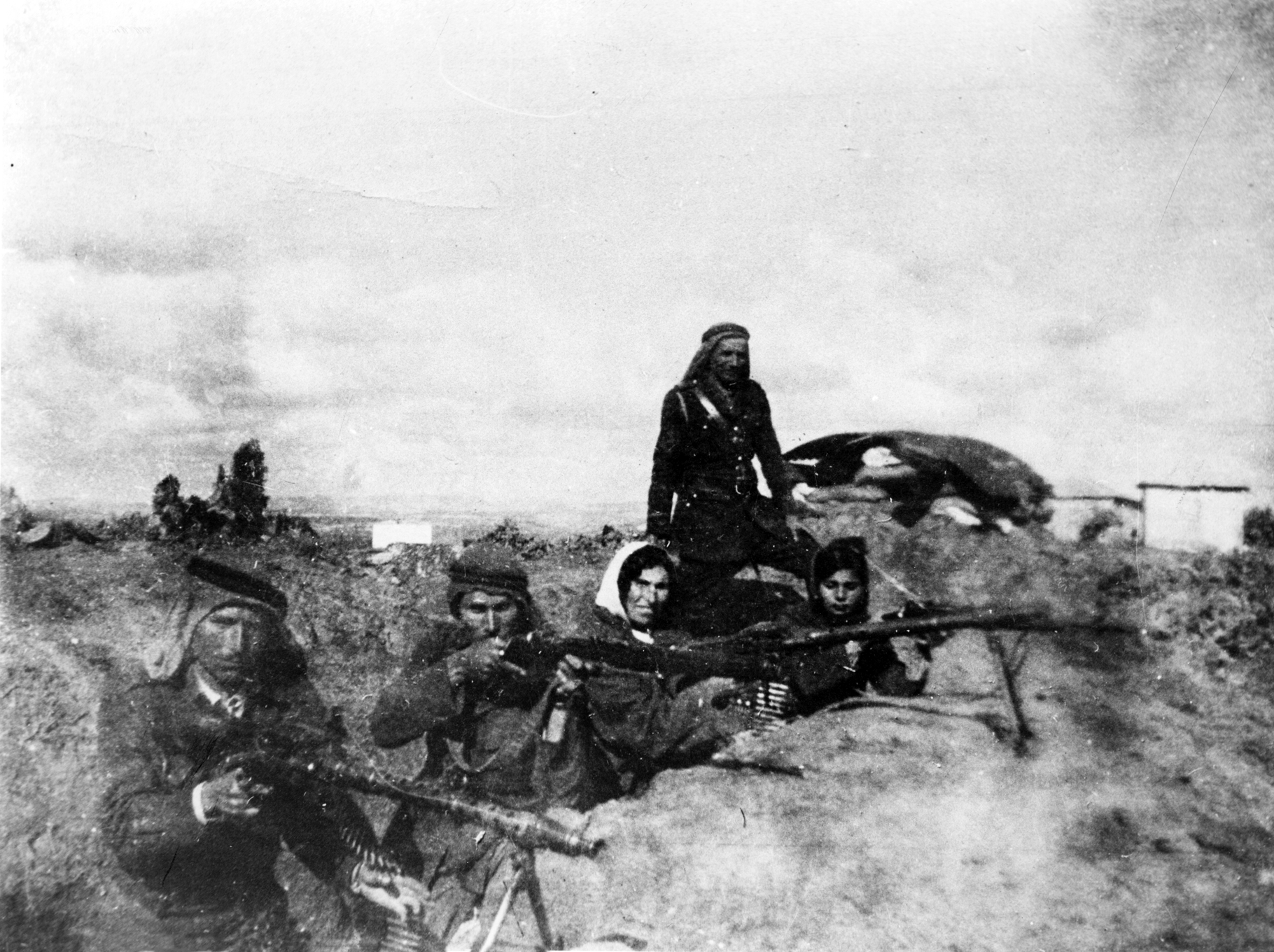
Palästinensisch-arabische Aufständische, 1936

Wieder folgte eine Zeit relativer Ruhe. Der Arabische Aufstand von April 1936 bis 1939 begann mit einer Serie von Gewaltakten arabischer Einwohner gegen Juden und die britische Mandatsmacht. Als Führer des Aufstands schwang sich Mohammed Amin al-Husseini auf, der einen Generalstreik initiierte. Der Aufstand wurde von britischen Truppen mit Unterstützung der Palestine Police niedergeschlagen. Der Bau von festungsartigen Polizeistationen diente dabei der Sicherung der Gebiete. Diese Polizeistationen wurden nach einem Musterentwurf und unter Aufsicht von Sir Charles Tegart errichtet, einem Polizeiführer, der in Britisch-Indien Erfahrungen mit der Bekämpfung von Unruhen gesammelt hatte. Für 2,2 Millionen Palästina-Pfund wurden 69 solcher „Tegart-Forts“ in erstaunlich kurzer Zeit errichtet. Diese Forts wurden auch Ziel von Anschlägen zionistischer jüdischer Siedler (Irgun Tzwa’i Le’umi) unter der militärischen Führung von Mosche Rosenberg.

### 1940–1948

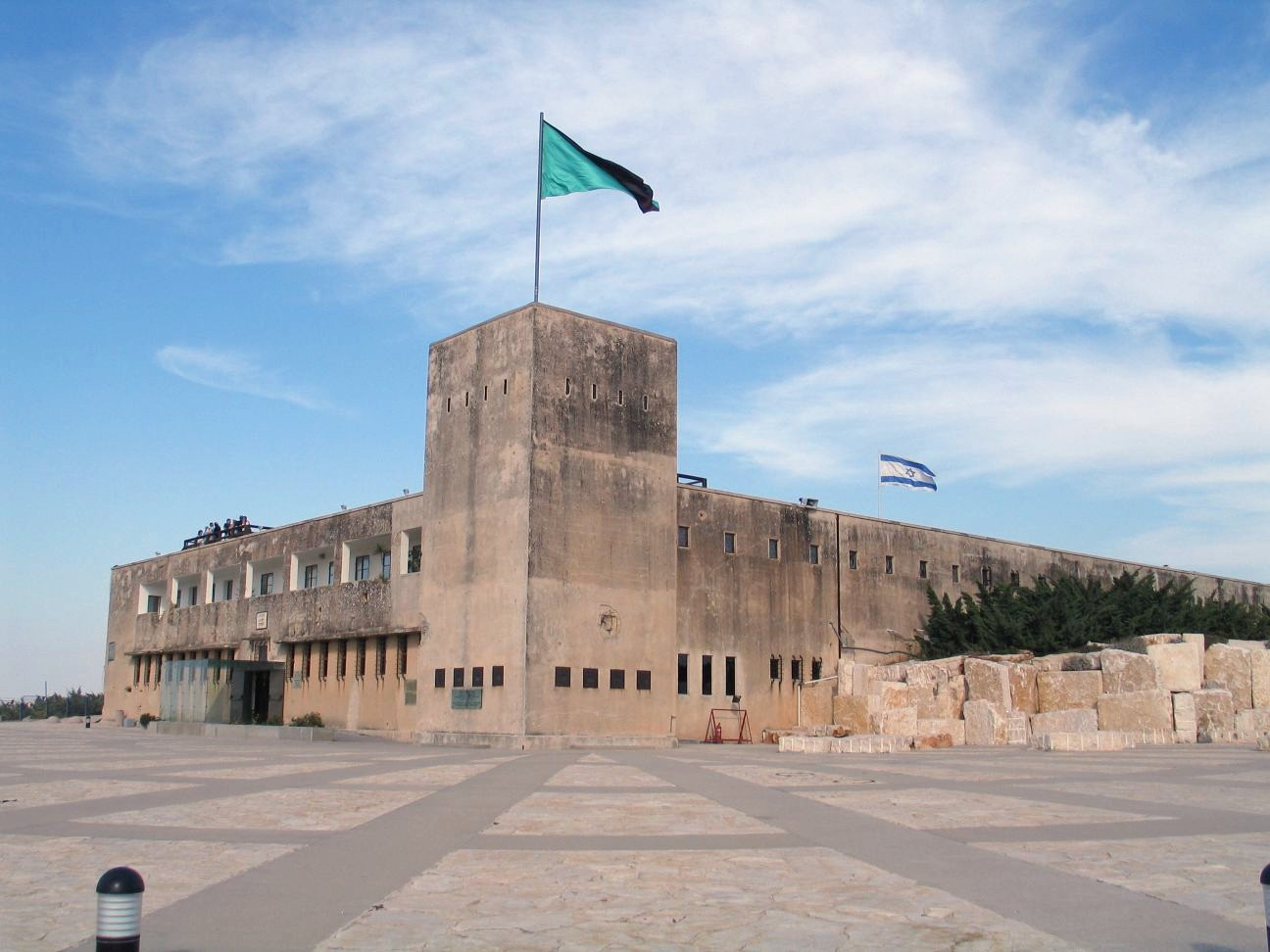
Tegart police fort in Latrun

Während des Zweiten Weltkriegs arbeitete die Irgun mit den Briten zusammen. Um britische Sicherheitskräfte bewegen zu können, die ausrückten, zunehmende Gewaltakte im Heiligen Lande zu bekämpfen, richteten Mandatsbehörden 1940 ein Netz gesicherter Verkehrsachsen ein. Entlang der sicheren Achsen (englisch security axes) wurden in Abständen von einem bis fünf Kilometern britische Polizeistationen eingerichtet, um von dort sich bewegenden britischen Einheiten bei einem Überfall durch antibritische Untergrundorganisationen zu Hilfe eilen zu können bzw. einen sicheren Fluchtpunkt zu bieten. Wegen der vielen Morde an Briten legten sie schließlich ihre Einrichtungen und Wohnstätten in besonders geschützten Zonen zusammen, so genannte Bevingrads im Volksmund, von Briten als Wingards bezeichnet.
Innerhalb der britischen Regierung wurde bereits über eine Teilung des Landes und den Rückzug der eigenen Truppen debattiert. Ausschlaggebend für den Rückzug waren die Kosten von 40 Millionen Pfund Sterling, um die 100.000 Soldaten und Polizisten zu unterhalten.
Nach dem Ende des Zweiten Weltkriegs geriet die Palestine Police erneut zwischen die Fronten der Auseinandersetzung zwischen Juden und Arabern. So verübte die Irgun unter der Führung von Menachem Begin im Juli 1946 den Anschlag auf das King David Hotel in Jerusalem, das bis dahin vorwiegend Offiziere der britischen Mandatsmacht mit ihren Familien bewohnt hatten.
Als Folge des UN-Teilungsplans für Palästina endete am 14. Mai 1948 das britische Mandat für Palästina. Die Palestine Police wurde aufgelöst, rund 1.400 der ca. 4.000 Polizisten wurden nachfolgend in anderen Teilen des British Empire eingesetzt. Die Polizeistationen gingen teils in die Hände jüdischer, teils in die Hände arabischer bewaffneter Einheiten über. David Ben Gurion verkündete in der israelischen Unabhängigkeitserklärung die Errichtung des Staates Israel.

## Kommandanten bzw. Generalinspekteure der Palestine Police
- Percy Bramley, Commandant of Police, Juli 1920 – März 1923.
- Arthur Mavrogordato, Commandant of Police, März 1923 – Juli 1931.[9]
- R. G. B. Spicer, Juli 1931 – November 1937.[10]
- Alan Saunders, November 1937 – August 1943.
- John Rymer-Jones, August 1943 – März 1946.
- Nicol Gray, März 1946 – Mai 1948.